# Webfeed

Veelgebruikt webfeed-icoon

Een webfeed is een alternatieve, versimpelde weergave van online inhoud. Het is de meest gebruikte vorm van websyndicatie.

## Kenmerken
Een site plaatst zijn inhoud, vaak in een verkorte of beschrijvende versie, in een online bestand dat feed wordt genoemd. Veel sites kiezen ervoor om alleen nieuwskoppen, met een korte beschrijving erbij, in hun feed te zetten. Met behulp van een feedreader kan de feed vervolgens worden gelezen. Door meerdere webfeeds, van verschillende aanbieders, te verzamelen, kan men bijvoorbeeld in één oogopslag al het nieuws én alle nieuwe weblog-berichten overzien. De feedreader werkt de feeds op periodieke basis bij, bij een nieuw item wordt de gebruiker meestal met een melding op de hoogte gebracht. Vaak hebben sites meerdere feed-kanalen, bijvoorbeeld een voor het algemene nieuws, en een feed voor sportnieuws. Verschillende sites bieden nog een verdere specificatie van de feed-inhoud, bijvoorbeeld met behulp van één of meer trefwoorden.
Er zijn twee open standaarden voor feeds: RSS en Atom. Deze XML-formaten bepalen de opbouw van het feed-bestand. Dit is voor de eindgebruiker van weinig belang, aangezien de feedreader het bestand leesbaar maakt en nagenoeg alle feedreaders met beide formaten overweg kunnen.

## Voordelen
- Voor de gebruiker bespaart het surf- en zoektijd: als er nieuwe inhoud is, krijg je automatisch een melding. Je hoeft dus niet meer websites af te gaan om te kijken of er iets nieuws op staat.
- De gebruiker krijgt snel een overzicht van informatie uit zijn interessegebied.
- De inhoud wordt in een simpele vorm aangeboden, met een link naar de volledige inhoud. Zo kan de gebruiker sites met een vaak complexe navigatiestructuur vermijden, en kan de gebruiker zijn eigen vormgeving bepalen (afhankelijk van de feedreader).
- Webfeeds hebben geen last van spamberichten. Niemand kan ongewenste berichten naar een feedreader sturen. De gebruiker bepaalt van wie hij/zij berichten ontvangt.

## Feedreaders
Er zijn veel (gratis) feedreaders beschikbaar.
Het kan een los programma of een online feedreader (website) zijn. Voorbeelden van online feedreaders zijn Feedly, Inoreader en The Old Reader. Deze maken het mogelijk om vanaf elke computer je persoonlijke webfeeds te bekijken.
In sommige e-mailprogramma's, zoals Microsoft Outlook en Mozilla Thunderbird, kunnen ook RSS-feeds worden aangemeld, zodat de gegevens van de webfeed automatisch in de mailbox verschijnen, of in een daarvoor geselecteerde map.
In het verleden waren feedreaders vaak ook ingebouwd in webbrowsers. Bij Opera onder de noemer 'nieuwsstromen', Mozilla Firefox onder de noemer 'live bladwijzers' (live bookmarks), Safari en Internet Explorer 7.

## Aanbieders
Er is een groot scala aan websites die hun inhoud met een feed verspreiden. De meeste weblogs bieden standaard een feed aan. Ook grote webuitgaven als De Telegraaf, De Volkskrant, NRC Handelsblad, Trouw, Washington Post en New York Times publiceren hun kopij als een webfeed. Als sites webfeeds aanbieden, zie je vaak een van deze pictogrammen:  . Deze iconen, of anders simpelweg de term 'syndicatie' of 'feed', verwijst naar het adres van de webfeed - wat je aan de feedreader geeft. Het volgende pictogram wordt ook gebruikt als een herkenbaar en uniform webfeedpictogram . Verschillende browsers (Opera, Firefox, Internet Explorer 7) laten ook dit pictogram in de browser zien, als een website een feed aanbiedt. Sites als Twitter en Facebook ondersteunen inmiddels geen RSS-feeds meer.

## Formaten
Webfeeds worden aangeboden in volgende formaten:
- Atom (XML-gebaseerd)
- RSS (XML-gebaseerd)
- JSON Feed (JSON-gebaseerd)